# NGC 5762
NGC 5762 este o galaxie seyfert de tip 2⁠(d) situată în constelația Boarul. A fost descoperită în 22 mai 1886 de către Lewis A. Swift. Se află la o distanță de 26,07 de megaparseci de Pământ.